# Вербове (Кропивницький район)
Вербо́ве — село в Україні, у Компаніївській селищній громаді Кропивницького району (до 17 липня 2020 року — у складі ліквідованого Компаніївського району) Кіровоградської області. Населення становить 54 осіб. До 2020 орган місцевого самоврядування — Полтавська сільська рада.

## Географія
Селом тече Балка Вербова.

## Населення
Згідно з переписом УРСР 1989 року чисельність наявного населення села становила 87 осіб, з яких 34 чоловіки та 53 жінки.
За переписом населення України 2001 року в селі мешкали 54 особи.

### Мова
Розподіл населення за рідною мовою за даними перепису 2001 року:
| Мова       | Відсоток |
| ---------- | -------- |
| українська | 98,15 %  |
| вірменська | 1,85 %   |